# ProFonds
proFonds ist ein schweizerischer Dachverband der gemeinnützigen Stiftungen und Vereine aller Tätigkeits- und Finanzierungsformen.
ProFonds vereint als einziger Verband in der Schweiz fördernde und operative, selbstfinanzierte sowie spendenfinanzierte Organisationen aus den verschiedensten Sachbereichen und grenzt sich damit vom anderen Dachverband Swissfoundations ab. Der Dachverband wurde im Jahr 1990 als Arbeitsgemeinschaft für gemeinnützige Stiftungen (AGES) gegründet, seit 2003 trägt er den Namen proFonds. Die Organisation zählt aktuell über 400 Mitglieder aus allen Landesteilen der Schweiz. Die Mitgliedschaft steht gemeinnützigen Stiftungen und Vereinen sowie weiteren, an den Vereinszwecken interessierten juristischen und natürlichen Personen offen. 2001 spaltete sich die Swissfoundations wegen internen Meinungsstreitigkeiten von ProFonds ab.

## Tätigkeiten, Ziele
Die Organisation vertritt die Interessen der gemeinnützigen Stiftungen und Vereine in der Schweiz gegenüber Öffentlichkeit, Politik und Verwaltung. Ein besonderes Anliegen ist die Erhaltung und adäquate Weiterentwicklung eines freiheitlichen und praxistauglichen Stiftungs-, Vereins- und steuerlichen Gemeinnützigkeitsrechts. Der Dachverband fördert den Wissens- und Erfahrungsaustausch im Gemeinnützigkeitswesen und unterstützt die Vernetzung der Stiftungen untereinander. Er organisiert die jährliche Fachtagung «Der Schweizer Stiftungstag», ist Herausgeber einer Schriftenreihe zum Schweizer Stiftungs- und Gemeinnützigkeitswesen und steht in Kontakt zu anderen Organisationen mit vergleichbaren Zielsetzungen im In- und Ausland. An der Ausarbeitung des Swiss NPO-Code für NPO war proFonds als Experte beteiligt. Bei Gesetzesrevisionen zu gemeinnützigen Organisationen wird ProFonds regelmäßig um Stellungnahme gebeten.

## Organisation
Der Dachverband wird von einem 7-köpfigen Vorstand geführt. Als Nachfolger von Bernhard Hahnloser ist seit 2013 François Geinoz Präsident des Verbands, der als Geschäftsführer die Zürcher Limmat Stiftung leitet und der katholischen Personalprälatur Opus Dei angehört. Als Geschäftsführer amtet Christoph Degen. Die Geschäftsstelle von proFonds befindet sich in Basel. Die Organisation  verfügt zudem über eine Antenne romande in Genf.
In den Jahren 2005 und 2009 erhielt Christoph Degen die Auszeichnung «Elite der Stiftungsexperten im deutschsprachigen Raum».